# Edward Ellice den yngre
Edward Ellice den yngre, född den 19 augusti 1810, död den 2 augusti 1880, var en brittisk politiker, son till Edward Ellice den äldre.
Ellice var 1838 privatsekreterare åt lord Durham under dennes generalguvernörstid i Kanada och tillhörde som underhusledamot (1836-79) det liberala partiets mest aktade medlemmar.